# Вовчок гірчанковий
Вовчок гірчанковий (Orobanche picridis-hieracioidis ) — вид квіткових рослин родини вовчкових (Orobanchaceae).

## Біоморфологічна характеристика
Це голопаразит. Рослина дворічна чи багаторічна, заввишки 10–15 см. Стебло тонке, біля основи б.-м. потовщене, жовте чи фіолетове, рідко залозисто запушене чи голе, з небагатьма лускоподібними довго загостреними листками. Віночок 15–20 мм завдовжки, трубчастий, яскраво залозисто запушений, жовтувато-білуватий, його край на спинці біля основи злегка зігнутий, на верхній губі з фіолетовими жилками.

## Поширення
Північна Африка, Європа, Західна й Центральна Азія.
В Україні вид росте на трав'янистих схилах, біля доріг, по краях полів — у Розточчі-Опіллі (ок. м. Львова); паразитує на корінні гірчака.